# Genecerus cervinus
Genecerus cervinus is een kever uit de familie withaarkevers (Dascillidae). De wetenschappelijke naam van de soort is voor het eerst geldig gepubliceerd in 1871 door Francis Walker.